# Hohlstedt (Großschwabhausen)
Hohlstedt ist ein Ortsteil von Großschwabhausen im Landkreis Weimarer Land in Thüringen.

## Geografie
Zwischen Hohlstedt und Kötschau verläuft die Bundesstraße 7 von Jena nach Weimar. Der Ortsteil liegt auf einer flach erhöhten Ebene in der Ackerebene um Weimar und Apolda. Das Dorf befindet sich mitten in Gärten und Feldern.

## Geschichte
Am 2. Dezember 958 wurde das Dorf erstmals urkundlich erwähnt.
Der Ort war und ist landwirtschaftlich geprägt. Sehenswert ist der denkmalgeschützte Eulensteinische Hof. Am 1. Dezember 2007 wurde Hohlstedt mit Kötschau nach Großschwabhausen eingemeindet.

## Kirche
- Dorfkirche Hohlstedt